# سيرك طيران

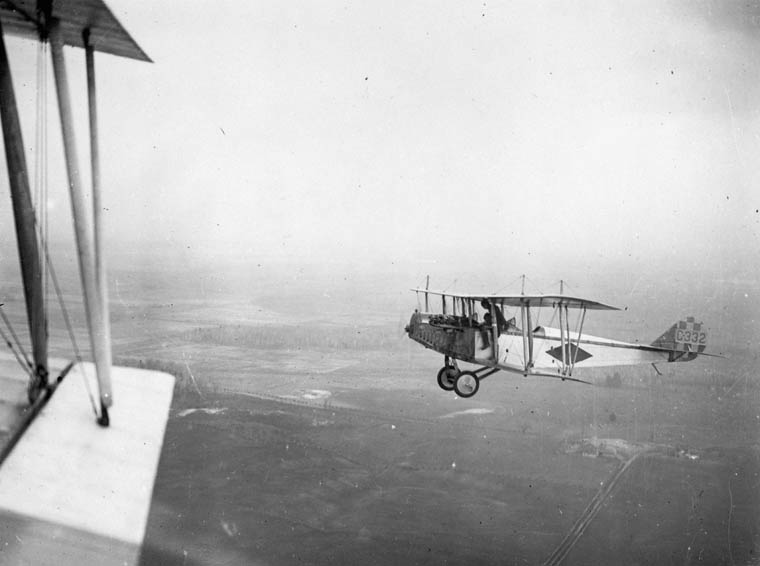
طائرة كيرتس JN-4 "جيني" تحلق فوق وسط أونتاريو ج. 1918

سيرك طيران أو بارنستورمينغ (Barnstorming) أو «عصف جوي» (قائد طائرة يقوم  بأداء أعمال مثيرة بغرض الترفيه) كانت شكلاً من أشكال الترفيه حيث يؤدي الطيارون المثيرون الحيل بشكل فردي أو في مجموعات تسمى السيرك الطائر. صُممت «لإثارة إعجاب الناس بمهارة الطيارين ومتانة الطائرات»، أصبحت شائعة في الولايات المتحدة خلال العشرينات الصاخبة.
كان طيارو البارنستورمينق يطيرون في جميع أنحاء البلاد لبيع رحلات الطائرات وأداء الأعمال المثيرة. بدأ تشارلز ليندبيرغ الطيران لأول مرة كـ «بارنستورمينغ». كان العصف الجوي هو الشكل الرئيسي الأول للطيران المدني في تاريخ الطيران.

## تاريخ

### خلفية

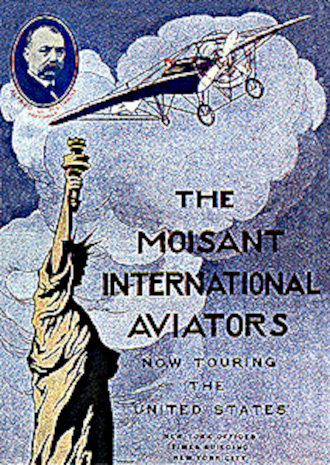
ملصق إعلاني لفريق معرض الطيران المبكر، Moisant International Aviator

كان لدى الأخوين رايت وغلين كيرتس فرق عرض طيران مبكرة، مع طيارو بارنستورمينغ فرديون، مثل لينكولن بيتشي وديدييه ماسون كانت شائعة أيضًا قبل الحرب العالمية الأولى، لكن بارنستورمينغ لم يصبح ظاهرة رسمية حتى عشرينيات القرن الماضي. كان تشارلز فوستر ويلارد أول طيارو بارنستورمينغ، تعلم الطيران من قبل كيرتس في عام 1909، والذي يُنسب إليه أيضًا أنه أول من يُسقط في طائرة عندما كسر مزارع منزعج مروحته عندما أطلق عليه النار من بندقية فارمينت.
خلال الحرب العالمية الأولى، صنعت الولايات المتحدة عددًا كبيرًا من طائرات كيرتس جي إن-4 «جيني» لتدريب طياريها العسكريين، وتعلم كل طيار أمريكي تقريبًا الطيران باستخدام تلك الطائرة. بعد الحرب، باعت الحكومة الفيدرالية الأمريكية المواد الفائضة، بما في ذلك كيرتس «جيني»، مقابل جزء بسيط من قيمتها الأولية (كلفت الحكومة 5000 دولار ولكن تم بيعها مقابل 200 دولار). سمح هذا للعديد من الجنود الذين يعرفون بالفعل كيف يطيرون بطائرات جي إن-4 «جيني» بشراء طائراتهم الخاصة. كان معيار (J -1) ذو السطحين المماثل متاحًا أيضًا.
في الوقت نفسه، ظهرت العديد من شركات تصنيع الطائرات، وفشل معظمها بعد بناء عدد قليل من الطائرات. كان العديد من هذه التصاميم موثوقة وحتى متطورة عانت من فشل سوق الطيران في التوسع كما هو متوقع، ووجد عدد منها طرق وحيدة إلى الأسواق النشطة بالقيام باعمال مثلحمل البريد، والبارنستورمينغ، والتهريب. في بعض الأحيان تعمل الطائرة وصاحبها بين الأنشطة الثلاثة عندما تتاح الفرصة.
إلى جانب عدم وجود لوائح طيران فيدرالية في ذلك الوقت، سمحت هذه العوامل بازدهار البارنستورمينغ.

### النمو والذروة
تم تنفيذ البارنستورمينغ ليس فقط من قبل العسكريين السابقين، ولكن أيضًا من قبل النساء والأقليات النسائية. على سبيل المثال، في 18 يوليو 1915، أصبحت كاثرين ستينسون أول امرأة في العالم تؤدي حلقة. لم تكتف بيسي كولمان، وهي امرأة أمريكية من أصل أفريقي، بإثارة الجماهير بمهاراتها كطيارة بارنستورمينغ، ولكنها أصبحت أيضًا نموذجًا قدوة يحتذى به للنساء والأمريكيين من أصل أفريقي. كان وجودها في الطيران يهدد القوالب النمطية المعاصرة السائدة. لقد حاربت أيضًا الفصل العنصري عندما أمكنها ذلك باستخدام نفوذها كشخصية".
«أكثر من أي حدث واحد، جعلت رحلة ليندبيرغ التاريخية عام 1927 الأمريكيين على دراية بإمكانيات الطيران التجاري، وتبع ذلك ازدهار نشاط الطيران خلال عامي 1928 و 1929.» في الواقع، انخرط تشارلز ليندبيرغ في العصف الجوي في سنواته الأولى. وظفه ارولد باهل كمساعد، وكحيلة ترويجية، «تطوع ليندبيرغ للصعود إلى الجناح والتلويح للجماهير أدناه»، والتي أصبحت تُعرف باسم «المشي على الجناح».

### التنظيم والانحطاط
سمحت الصحافة المثيرة والازدهار الاقتصادي اللذان ميزا عصر الجاز في الولايات المتحدة لممارسي الحظائر بالترويج للطيران وساهموا في النهاية في إحداث التنظيم والرقابة. في عام 1925، بدأت حكومة الولايات المتحدة في تنظيم الطيران، عندما أقرت قانون البريد الجوي التعاقدي، والذي سمح لمكتب البريد الأمريكي بتوظيف شركات طيران خاصة لتسليم البريد مع مدفوعات تتم على أساس وزن البريد. في العام التالي، وقع الرئيس كالفن كوليدج قانون التجارة الجوية، الذي نقل إدارة الطرق الجوية إلى فرع جديد في وزارة التجارة، والذي كان مسؤولاً أيضًا عن «ترخيص الطائرات والطيارين، ووضع لوائح السلامة، والترويج العام.»
يبدو أن البارنستورمينق (العصف الجوي) «قد تأسس على التبجح، مع حافز» التفوق الفردي «الكبير». بحلول عام 1927، أدت المنافسة بين العاصفين الجويين إلى أداء حيل خطيرة بشكل متزايد، وأدت سلسلة من الحوادث التي حظيت بتغطية إعلامية كبيرة إلى لوائح سلامة جديدة، مما أدى إلى زوال البارنستورمينق. بدافع من الحاجة الملحوظة إلى حماية الجمهور واستجابة للضغط السياسي من قبل الطيارين المحليين الذين استاءوا من سرقة عملائهم من قبل العاصفين، سنت الحكومة الفيدرالية قوانين لتنظيم قطاع الطيران المدني الوليد.

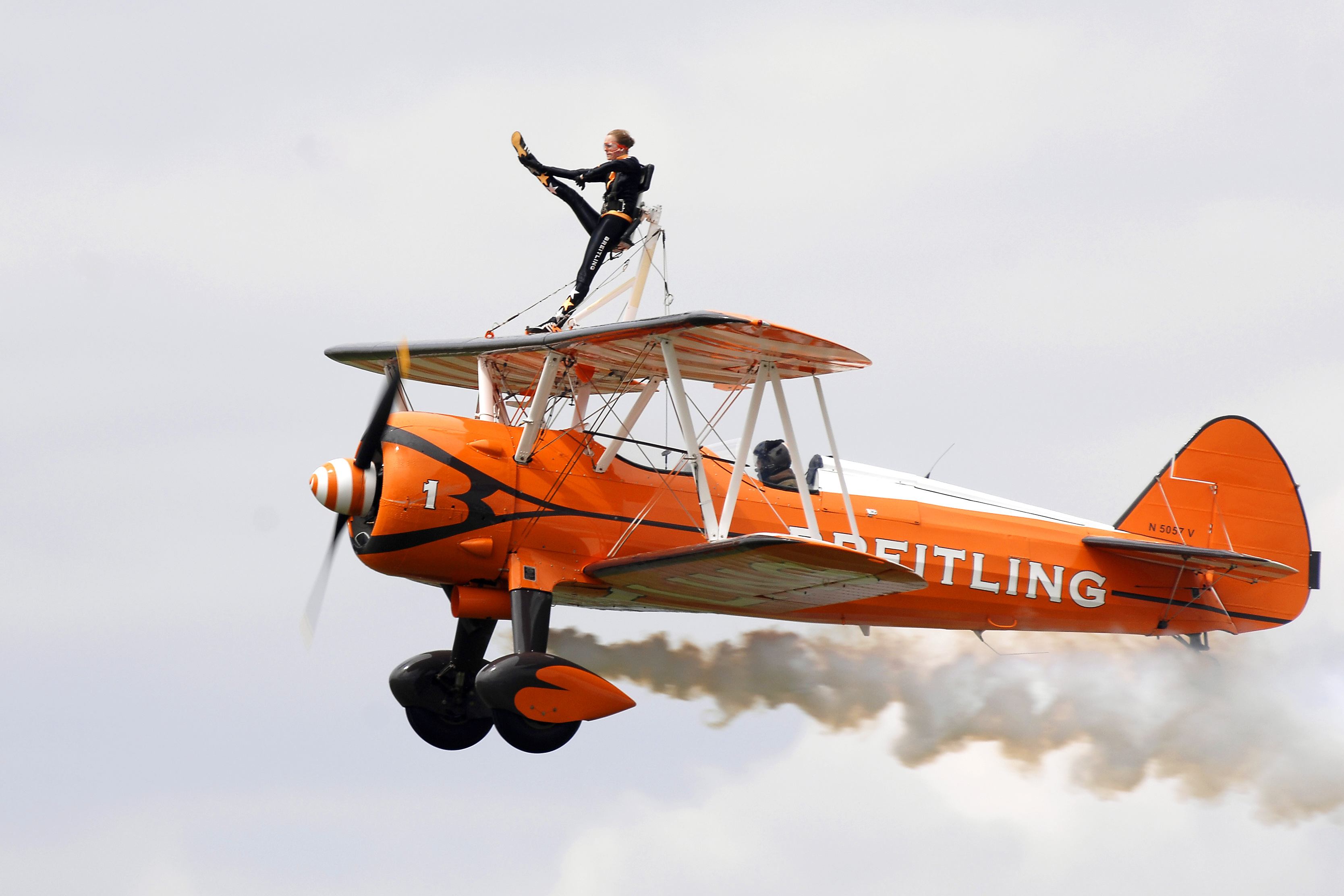
بريتلينغ وينغوالكرز

تضمنت القوانين معايير للسلامة والمواصفات التي كان من المستحيل فعليًا على العاصفين العارضين الوفاء بها، والقيود المفروضة على مدى انخفاض ارتفاع بعض الحيل (مما يجعل من الصعب على المتفرجين رؤية ما كان يحدث). توقف الجيش أيضًا عن بيع طائرات «جيني» في أواخر عشرينيات القرن الماضي. جعل هذا الأمر صعبًا للغاية على العاصفين لكسب لقمة العيش. كلايد بانغبورن، الذي كان طيارًا لفريق الطيران المكون من شخصين والذي كان أول من عبر المحيط الهادئ دون توقف في عام 1931، أنهى حياته المهنية في العصف الجوي عام 1931. ومع ذلك، استمر بعض الطيارين في التجول في البلاد لتقديم رحلاتهم حتى خريف عام 1941. 

## العروض

### تخطيط
استمر «موسم العصف الجوي» من أوائل الربيع حتى بعد الحصاد ومعارض المقاطعات في الخريف. بدأت معظم عروض العصف الجوي مع طيار أو فريق من الطيارين يطير فوق بلدة ريفية صغيرة لجذب الانتباه المحلي. ثم يهبطون في مزرعة محلية (ومن هنا جاء مصطلح "barnstorming") ويتفاوضون لاستخدام حقل كمدرج مؤقت يمكن من خلاله تنظيم عرض جوي وتقديم رحلات جوية. بعد الحصول على قاعدة للعمليات، كان الطيار أو مجموعة الطيارين يحلقون فوق القرية ويسقطون النشرات الإعلانية. في بعض المدن، يؤدي وصول العصف الجوي أو فرقة جوية إلى إغلاق على مستوى المدينة حيث يحضر الناس العرض.

### الأعمال المثيرة
قام طيارو العصف الجوي بأداء مجموعة متنوعة من الأعمال المثيرة، مع تخصص البعض كطيارين أو بهلوان جوي. أجرى الطيارون البهلوانيون مجموعة متنوعة من المناورات البهلوانية، بما في ذلك الدوران، والغطس، والحلقات الحلقية، ولفائف البرميل. وفي الوقت نفسه، قام الطيارون الجويون بأداء أعمال مثل المشي على الجناح، والقفز بالمظلات، والتنقلات بالطائرة في الجو، أو حتى لعب التنس، وإطلاق النار على الهدف، والرقص على أجنحة الطائرة. وشملت الأعمال المثيرة الأخرى الغوص في الأنف والطيران عبر الحظائر، مما أدى في بعض الأحيان إلى تحطيم الطيارين لطائراتهم.

### أعمال
عرض طيارو البارنستورمينق ركوب الطائرة مقابل رسوم رمزية. تشارلز ليندبيرغ، على سبيل المثال، دفع خمسة دولارات مقابل رحلة مدتها 15 دقيقة في طائرته. على الرغم من أنها مثيرة وساحرة، لم تكن طريقة سهلة لكسب عيش ثابت. لتغطية نفقاتهم، كان على طيارو البارنستورمينق - بما في ذلك تشارلز ليندبيرغ - أن يعملوا في ضوء القمر كمدربين طيران، وعمال يدوية، وأحيانًا حتى كعامل في محطة وقود. غالبًا ما يقايض طيارو البارنستورمينق الغرفة والمأكل بركوب الطائرة، سواء للسكن التجاري أو في المنازل الخاصة.

### السيرك الطائر
على الرغم من أن طيارو البارنستورمينق غالبًا ما كانوا يعملون في عزلة أو في فرق صغيرة جدًا، إلا أن بعضهم وضع «سيرك طيران» كبير مع العديد من الطائرات. استخدمت هذه الأعمال المروجين لحجز العروض في المدن في وقت مبكر. كانوا الأكبر والأكثر تنظيما من بين جميع أعمال العصف الجوي. ومن أشهرها ("The Five Blackbirds") (مجموعة طيران أمريكية من أصل أفريقي) و ("The Flying Aces Air Circus") و ("The 13 Black Cats") و ("Mabel Cody's Flying Circus") و ("Inman Brothers Flying Circus") و «سيرك غيتس الطائر» الذي كان ينتمي إليه كلايد بانغبورنحتى عام 1928.

## الدلالة
على المستوى الفردي، قدم البارنستورمينق «طريقة مثيرة وصعبة لكسب العيش، بالإضافة إلى متنفس لإبداعهم وروح العرض» للعديد من الطيارين وعرض الحركات البهلوانية. على سبيل المثال، سمح ذلك لتشارلز ليندبيرغ بكسب عيش هامشي، وكان دائمًا يتحدث باعتزاز عن «أيام الطيران القديمة» وحرية الحركة. كان ذلك خلال جولة استراحة في مينيسوتا وويسكونسن في عام 1923 التي أدت إلى «قراره لمتابعة المزيد من التعليمات الرسمية مع الخدمة الجوية للجيش الأمريكي».
يُعرف سرب كاديت 23 في أكاديمية القوات الجوية الأمريكية باسم «بارنستورمرز».

## طيارو بارنستورمينق بارزون
- جيمي انجيل
- بانتشو بارنز
- لينكولن بيتشى
- ليليان بوير
- جيري كوب
- آلان كوبهام
- بيسي كولمان
- دوغ ديفيس
- رولان غاروس
- تكس جونستون
- هوبير جوليان
- وليام كاربنتر لامبرت
- تشارلز ليندبيرغ
- ديدييه ماسون
- جون مويسانت
- كلايد بانغبورن
- لويس بولهان
- أدولف بيغود
- وايلي بوست
- هارييت كيمبي
- تكس رانكين
- ابراهام والومي رايغورودسكي
- رينيه سيمون
- سلوني سلونيغر
- دين سميث
- روسكو تيرنر
- إرنست أوديت
- أودو فالنتين
- بيب روث

## في الثقافة الشعبية

### كتب
- تحكي رواية ويليام فولكنر عام 1935، بايلون، قصة مجموعة من المتنقلين.
- تقدم رواية نيفيل شوت عام 1951 جولة في المنعطفات وصفًا تفصيليًا لأنشطة يوم الطيران الوطني لألان كوبهام. تظهر مصادر الأرشيف أن شوت، أثناء بحثه عن تأليف الكتاب، كتب إلى كوبهام للتحقق من التفاصيل.
- تتميز العديد من روايات ريتشارد باخ طيارو عصف جوي الأعمدة المعاصرين كأبطال، أو بطريقة أخرى تتضمن عصفًا جويا.[11]
- ظهر كتاب فيليب خوسيه فارمر عام 1982 (A Barnstormer in Oz) طيارًا بارنستورمينق يدعى هانك ستوفر.
- في الشريط الهزلي للفول السوداني، تنص الأنا المتغيرة لـ سنوبي، الحرب العالمية الأولى (Flying Ace)، على أنه قد يقوم ببعض العصف الجوي بعد الحرب.
- تتبع رواية «السيرك الطائر» لسوزان كراندال مآثر ثلاثية من الأفراد الذين اجتمعوا معًا لإنشاء فرقة خاصة بهم.

### الأفلام والتلفزيون
- الملائكة الملائكة (1957) - ميلودراما لدوغلاس سيرك استنادًا إلى رواية فولكنر عن العصف الجوي.
- هؤلاء الرجال الرائعون في آلاتهم الطائرة (1965) - كوميديا عن «عصر الرواد» (1903-1914) لسباقات الهواء والعصف الجوي في أوروبا
- آيس إيلي ورودجر أوف ذا سكايز (1973) - فيلم لستيفن سبيلبرغ وبطولة كليف روبرتسون كطيار جيني الذي يرافق ابنه الصغير.
- فلفل والدو العظيم (1975)
- لا شيء بالصدفة (1975) - فيلم وثائقي لهيو داونز عن الطائرات ذات السطحين التي اقتحمت أمريكا في عشرينيات القرن الماضي
- أيام الجنة (1978) - فيلم من إخراج تيرينس ماليك حيث تزور فرقة الحظيرة مزرعة وتؤدي العروض.
- فيلم (The Gypsy Moths) (1969) - فيلم درامي أمريكي من إخراج جون فرانكينهايمر وبطولة بيرت لانكستر وديبوراه كير، استنادًا إلى رواية تحمل نفس الاسم لجيمس ويليام دريف.
- عرض (MTV Nitro Circus) يضم ترافيس باسترانا، وجولين فان فوغت، وإريك رونر، وهم يمشون بجناحين على متن طائرة ذات سطحين بدون مزالق أو أحزمة
- The Fall Guy) (1981-1986)) - مسلسل تلفزيوني أكشن / مغامرة تم بثه في الأصل على ABC. كان العرض حول البهلواني الذي يضيء كصياد جوائز يستخدم مهاراته كرجل أعمال البهلوان للقبض على الأشرار. يظهر مشهد في المقدمة لطائرة ذات سطحين تمر عبر حقل مزرعة وتحطم / «عاصفة البارنستورمينق» في جانب حظيرة.

### ألعاب الفيديو
- في عام 1982، أنتجت أكتيفجن خرطوشة لعبة بارنستورمينق لـ أتاري 2600
- في رولر كوستر تايكون 2، تحتوي "Barnstorming Roller Coaster" على سيارات كوستر هي عبارة عن طبقين طبق الأصل
- في RollerCoaster Tycoon 3 's Wild! حزمة التوسعة، يمكن بناء لعبة “Barn Stormer”
- في كنتاكي روت زيرو، تم إنشاء البلدة الصغيرة المحيطة بخمس سيارات قرانيا وعاشت فيها فرقة من صائدي الحظائر.

### موسيقى
- أغنية أل ستيوارت، ("The Immelmann Turn") تم تعيينها في حقبة الطيران في العشرينيات من القرن الماضي والتي تشير إلى مناورة بهلوانية تحمل الاسم نفسه
- «اقتحام الحظيرة»، بواسطة راديو الدولة